# Balduin Penndorf
Albert Balduin Penndorf (* 27. November 1873 in Groitzsch; † 20. April 1941 in Ruppertsgrün bei Werdau) war ein deutscher Wirtschaftswissenschaftler und Handelsschullehrer. Von 1926 bis 1929 war er Rektor der Handelshochschule Leipzig.

## Leben
Balduin Penndorf war der Sohn eines Handwerksmeisters. Er besuchte das Volksschullehrerseminar in Borna. Anschließend studierte er an der Handelshochschule in Leipzig. Sein Studium schloss er 1904 als Diplomhandelslehrer ab. Dann studierte er Wirtschaftswissenschaften an der Universität Leipzig und an der Universität Tübingen. 1907 promovierte er dort bei Gustav von Schönberg zum Dr. sc. pol. Ab 1909 war er Dozent an der Handelshochschule Leipzig. 1910 wurde er zum Professor an die Technische Lehranstalt in Chemnitz berufen. 1913 war er Lehrer für Deutsch, Buchführung und Volkswirtschaftslehre an der Königl. Gewerbzeichenschule und vorher Lehrer in Wolkenburg, Plauen. Am 23. Oktober 1914 unterzeichnete er mit anderen die Erklärung der Hochschullehrer des Deutschen Reiches. Ab 1922 war er an der HHL Leipzig ordentlicher Professor der Wirtschaftswissenschaft und Rektor von 1926 bis 1929, ein Nachfolger von Abraham Adler. Im November 1933 unterzeichnete er das Bekenntnis der Professoren an den deutschen Universitäten und Hochschulen zu Adolf Hitler. 1935 porträtierte ihn die Malerin Margarete Simrock-Michael. Er wurde 1938 emeritiert. Er war Mitglied des Corps Hermunduria Leipzig.

## Leistungen
Sein Buch Geschichte der Buchhaltung in Deutschland ist eine grundlegende Untersuchung der Handelswissenschaft in Deutschland. Auch seine Übersetzung von Luca Paciolis Summa di aritmetica, geometria, proportioni e proportionalita gilt heute noch als vorbildlich.

## Veröffentlichungen (Auswahl)
- Entstehung und Entwickelung der sächsischen Gewerbe-Kammern: In: Sächsischer Innungs-Bote, 1906, XII, Nr. 2. S. 1–4
- Das Innungswesen im Königreich Sachsen seit Einführung der Gewerbefreiheit. Thomas, Leipzig 1907 (Tübingen, Univ., Staatsw. Fak., Dissertation, 1907).
- Rechnen und Mathematik im Unterricht der kaufmännischen Lehranstalten. B. G. Teubner, Leipzig 1912 (Abhandlungen über den mathematischen Unterricht in Deutschland, 4,6)
- Die Berufsausbildung und Weiterbildung des Kaufmanns. Violet, Stuttgart 1912 (Violets Globus-Bücherei, 1).
- Matthäus Schwarz der „Fürneme“, Hauptbuchhalter der Fugger. In: Zeitschrift für Handelswissenschaft und Handelspraxis. Beiblatt Der Kaufmann und das Leben, 1912, Nr. 8, 114–118
- Geschichte der Buchhaltung in Deutschland. G. A. Gloeckner, Leipzig 1913 (Reprint Saur, Auvermann, Frankfurt am Main 1966) ub.uni-koeln.de
- Johann Georg Büsch in seiner Bedeutung für das kaufmännische Bildungswesen. In: Der Kaufmann und das Leben. Peschel, Leipzig Nr. 9. Dezember 1914; klaus-pott.de (PDF; 873 kB).
- Die Entstehung und Entwickelung der Buchhaltung. J. C. König & Ebhardt, Hannover 1916 Digitalisat
- Ratgeber für das Studium an der Handelshochschule Leipzig. Niemeyer, Halle (Saale) 1922 (Leipziger Hochschulhefte 4)
- Fabrikbuchhaltung und ihr Zusammenhang mit Kalkulation und Statistik.  Spaeth & Linde, Berlin 1924 (Bücherei für Industrie und Handel 3) (Reprint: Nihon-Shoseki, Osaka 1990)
- Einführung in die Fabrikbuchhaltung. Spaeth & Linde, Berlin 1925 (Lindes kaufmännische Bücherei 5) (Reprint: Nihon-Shoseki, Osaka 1990)
- Die geschichtliche Entwicklung der Handelswissenschaften bis zum Ende des neunzehnten Jahrhunderts. In: Zur Entwicklung der Betriebswirtschaftslehre. Festgabe zum siebzigsten Geburtstage von Hofrat Professor Robert Stern. Dargebracht von seinen Freunden und Schülern. Leopold Weiß, Berlin / Leipzig / Wien 1925 (Nachdruck 1991: ISBN 3-8051-0066-3).
- Kurt Wiedenfeld, Balduin Penndorf: Universität und Handelshochschule. Bormann, Leipzig 1927 (Leipziger Verkehr und Verkehrspolitik, 7)
- Luca Pacioli: Abhandlung über die Buchhaltung, 1494. Nach dem italienischen Original von 1494 ins Deutsche übersetzt und mit einer Einleitung über Die italienische Buchhaltung im 14. und 15. Jahrhundert und Paciolis Leben und Werk versehen von Balduin Penndorf. Poeschel, Stuttgart 1933 (Quellen und Studien zur Geschichte der Betriebswirtschaftslehre, Band 2).